# No Way Out (2005)
No Way Out (2005) foi um evento pay-per-view realizado pela World Wrestling Entertainment, ocorreu no dia 20 de fevereiro de 2005 na Mellon Arena na cidade de Pittsburgh, Pensilvânia. Esta foi a sétima edição da cronologia do No Way Out.

## Resultados
| #                              | Lutas | Estipulação                                                                         | Tempo |
| ------------------------------ | --- | ----------------------------------------------------------------------------------- | ----- |
| Sunday Night Heat              | Hardcore Holly e Charlie Haas derrotaram Kenzo Suzuki e René Duprée (com Hiroko) | Tag Team match                                                                      | 05:20 |
| 1                              | Eddie Guerrero e Rey Mysterio derrotaram The Basham Brothers (Doug e Danny) (c). | Tag Team match pelo WWE Tag Team Championship                                       | 14:50 |
| 2                              | Booker T derrotou Heidenreich por desqualificação. | Singles match                                                                       | 06:49 |
| 3                              | Chavo Guerrero derrotou Funaki (c), Paul London Spike Dudley, Shannon Moore e Akio. - London eliminou Funaki (01:37) - London eliminou Dudley (01:56) - London eliminou Moore (03:35) - London eliminou Akio (07:03) - Guerrero derrotou London (09:43) | Cruiserweight Open Elimination match pelo WWE Cruiserweight Championship            | 09:43 |
| 4                              | The Undertaker derrotou Luther Reigns (com Mark Jindrak). | Singles match                                                                       | 11:44 |
| 5                              | John Cena derrotou Kurt Angle. | Singles match para definir o desafiante nº um pelo WWE Championship na WrestleMania | 19:21 |
| 6                              | John "Bradshaw" Layfield (c) derrotou The Big Show | Barbed Wire Steel Cage match pelo WWE Championship                                  | 15:12 |
| (c) - Campeão(s) antes da luta | |                                                                                     |       |